# Âu Hồng Nhung
Âu Hồng Nhung là một cầu thủ bóng chuyền nữ Việt Nam. Cô là thành viên của đội tuyển bóng chuyền nữ Việt Nam, từng đoạt giải Á khôi Miss VTV Cup 2013.

## Sự nghiệp
Âu Hồng Nhung nổi tiếng với lối đánh thông minh, đa dạng, phòng thủ tốt được coi là người kế thừa xứng đáng của chủ công Đỗ Thị Minh và Phạm Thị Yến
Về chuyên môn, dù có chiều cao khiêm tốn chỉ 1m72, nhưng trong sự nghiệp của mình chủ công quê quán Lạng Sơn luôn biết cách tạo ra sự bùng nổ trên các khán đài bằng lối chơi hừng hực sức trẻ và nhiệt huyết, cùng những pha bóng lăn xả, dứt điểm trái phá. Để che giấu nhược điểm về chiều cao khiêm tốn, ở Âu Hồng Nhung có sự nhanh nhẹn, dứt khoát và luôn biết cách chọn thời điểm trên không đã giúp Nhung có được lối đánh tròn trịa, là người biết tạo ra sự đa dạng và biến đổi dần qua lối đánh. Trong thời gian gần đây, chủ công mang áo số 2 của đội bóng áo lính đã thi đấu ở cả vị trí số 3 và số 6.
Nhung đã khiến giới chuyên môn và khán giả thán phục khi thay vì chơi chủ công còn thi đấu tốt trong vai trò libero - một vị trí chuyên về phòng thủ. Và điều đáng nể, chủ công trẻ chơi rất hay, cho thấy đầy đủ các kỹ năng của một libero qua những pha bay người cứu bóng và chuyền bóng ngoạn mục, tổ chức đội hình, hò hét đồng đội… Trước đó ở bóng chuyền nữ Việt Nam, mới chỉ có “búa máy” Bùi Huệ của Thái Bình làm được việc khó này trong những tình thế bất đắc dĩ, và thua xa Nhung.
Năm 2016, Âu Hồng Nhung đã đạt danh hiệu VĐV đối chuyền xuất sắc nhất tại Cúp VTV Bình Điền 2016.
Năm 2019, Âu Hồng Nhung đã đạt danh hiệu VĐV Libero xuất sắc nhất tại giải VĐQG.